# IPhone X
De iPhone X (uitgesproken als iPhone tien, X of Ten(eng)) is een smartphone die is uitgebracht in september 2017, ontworpen en op de markt gebracht door Apple Inc. Het is de opvolger van de iPhone 7 en werd gelijktijdig uitgebracht met de iPhone 8 en iPhone 8 Plus.

## Functies
De iPhone X werd geleverd in twee kleuren: zilver en spacegrijs. De kleuren zijn beperkter dan voorheen door de aanwezigheid van een glazen achterkant. De opslagcapaciteit is 64GB of 256GB. De iPhone X kreeg True Tone-technologie, draadloos opladen, meer snelheid door de A11-chip, een verbeterde camera en nieuwe AR functionaliteiten. Voor het eerst had de iPhone geen fysieke thuisknop meer. De dubbele camera is voor het eerst verticaal geplaatst.
Door de iPhone op een speciaal matje te leggen wordt deze zonder het aansluiten van een oplader in de iPhone zelf, draadloos opgeladen. De iPhone X heeft in plaats van een metalen achterkant een glazen achterkant, omdat draadloos opladen anders niet mogelijk is. Ondanks het verdwijnen van de audio-aansluiting sinds de iPhone 7 is het met deze iPhone mogelijk om muziek te luisteren en tegelijkertijd op te laden.
Om de iPhone te kunnen ontgrendelen werd er niet meer gebruik gemaakt van de vingerafdrukscanner Touch ID, maar van de gezichtsscanner Face ID. De camera kan daarvoor gebruikmaken van de volgende onderdelen: de frontcamera, de infraroodcamera, een (onzichtbare) infraroodlamp, de afstandmeter, de lichtsensor en een rasterprojector. Deze sensoren werken samen als het door Apple gedoopte systeem 'TrueDepth'. Het is tevens mogelijk de iPhone te ontgrendelen als men bijvoorbeeld een bril op heeft, een sjaal of een zonnebril draagt. Volgens Apple is deze ontgrendeling nog veiliger dan Touch ID.

## Introductie
De iPhone X werd op dinsdag 12 september 2017 aangekondigd samen met de iPhone 8 en 8 Plus en was vanaf vrijdag 27 oktober 2017 te bestellen. De iPhone X is sinds vrijdag 3 november 2017 beschikbaar in 55 landen.
De iPhone X was een jubileumeditie omdat Apple in 2017 reeds 10 jaar iPhones produceerde.

## Verschillen met eerdere versies
De iPhone X is geavanceerder dan de iPhone 8 en 8 Plus, maar daar stond een hogere prijs tegenover. Voor de goedkoopste versie betaalde men ruim 1159 euro, en voor de duurdere ruim 1329 euro. Buiten de snellere prestaties van de iPhone X, heeft deze een dubbele camera die ontbreekt bij de iPhone 8 (de iPhone 8 Plus wel maar dan horizontaal). Een ander groot verschil is het randloze scherm, Face ID en een oled-scherm, vorige modellen hadden een lcd-scherm met Touch ID. Het is de eerste iPhone met een randloos scherm.